# العلاقات التشادية الناوروية
العلاقات التشادية الناوروية هي العلاقات الثنائية التي تجمع بين تشاد وناورو.

## مقارنة بين البلدين
هذه مقارنة عامة ومرجعية للدولتين:
| وجه المقارنة                                              | تشاد                      | ناورو                          |
| --------------------------------------------------------- | ------------------------- | ------------------------------ |
| المساحة (كم2)                                             | 1.28 مليون                | 21                             |
| عدد السكان (نسمة)                                         | 15.23 مليون               | 10.08 ألف                      |
| الكثافة السكانية (ن./كم²)                                 | 11.9                      | 48.00 ألف                      |
| العاصمة                                                   | انجمينا                   | ضاحية يارين                    |
| اللغة الرسمية                                             | لغة فرنسية، اللغة العربية | اللغة الناورونية، لغة إنجليزية |
| العملة                                                    | فرنك وسط أفريقي           | دولار أسترالي                  |
| الناتج المحلي الإجمالي (بليون دولار)                      | 9.98 مليار                | 113.88 مليون                   |
| الناتج المحلي الإجمالي (تعادل القوة الشرائية) بليون دولار | 30.54 مليار               | 162.98 مليون                   |
| الناتج المحلي الإجمالي الاسمي للفرد دولار أمريكي          | 775                       | 9.83 ألف                       |
| الناتج المحلي الإجمالي للفرد دولار أمريكي                 | 2.18 ألف                  |                                |
| مؤشر التنمية البشرية                                      | 0.392                     |                                |
| رمز المكالمات الدولي                                      | +235                      | +674                           |
| رمز الإنترنت                                              | .td                       | .nr                            |
| المنطقة الزمنية                                           | ت ع م+01:00               | ت ع م+12:00                    |

## منظمات دولية مشتركة
يشترك البلدان في عضوية مجموعة من المنظمات الدولية، منها:
| علم المنظمة | اسم المنظمة                                 | تاريخ انضمام تشاد | تاريخ انضمام ناورو |
| ----------- | ------------------------------------------- | ----------------- | ------------------ |
|             | يونسكو                                      | 19 ديسمبر 1960    | 17 أكتوبر 1996     |
|             | الاتحاد البريدي العالمي                     | ?                 | ?                  |
|             | منظمة الشرطة الجنائية الدولية               | ?                 | ?                  |
|             | الأمم المتحدة                               | 20 سبتمبر 1960    | 14 سبتمبر 1999     |
|             | الاتحاد الدولي للاتصالات                    | 25 نوفمبر 1960    | 10 يونيو 1969      |
|             | منظمة حظر الأسلحة الكيميائية                | ?                 | ?                  |
|             | مجموعة دول أفريقيا والكاريبي والمحيط الهادئ | ?                 | ?                  |